# Cordyloporus quadrilobatus
Cordyloporus quadrilobatus är en mångfotingart som beskrevs av Christoph D. Schubart 1955. Cordyloporus quadrilobatus ingår i släktet Cordyloporus och familjen Chelodesmidae. Inga underarter finns listade i Catalogue of Life.